# Árva vára
A mai Szlovákiában lévő Árva vára (szlovákul Oravský hrad)  a középkorban fontos szerepet játszott Magyarország északi határa és a Lengyelország felé vezető kereskedelmi út védelmében.

## Fekvése
A vár Alsókubintól 10 km-re északkeletre, Árvaváralja község  területén, az Árva folyó melletti, egy a tájba 112 méterre magasodó meredek sziklaszirten található.
Az Oravai tájegység része, melynek területe 1661 km². Az észak-szlovákiai régióban a Nyugati-Tátra hegység délnyugati részén, délről a Beskyda és a Chočský dombok, keletről felől a Kis-Fátra pajzsként védi. Festői környezete önmagáért beszél. A látnivalók a legismertebb és legkeresettebb hellyé tették a régiót.

## Legendája
1484-ben ide bezáratott Váradi Péter kalocsai érsek és kancellár történetét meséli el:
Élve eltemetve
Dicső emlékű Mátyás királynak többször is meggyűlt a baja saját főembereivel, kivált azokkal, akik neki és apjának, Hunyadi Jánosnak köszönhették állásaikat és temérdek vagyonukat.
A legveszedelmesebb lázadások egyikét Vitéz János és unokaöccse, Janus Pannonius pécsi püspök szította. Ország Mihály nádor hiába figyelmeztette őket, hogy “a megkoronázott fejedelmet minden körülmények között tisztelni kell, s a hűséget iránta megszegni nem szabad.” Ők mégis azon voltak, hogy Mátyást megfosszák a koronájától. Tervük kudarcot vallott, Vitéz János elvesztette a király bizalmát, szabadságát korlátozták, a pécsi püspök pedig állásának inthetett búcsút vakmerőségéért.

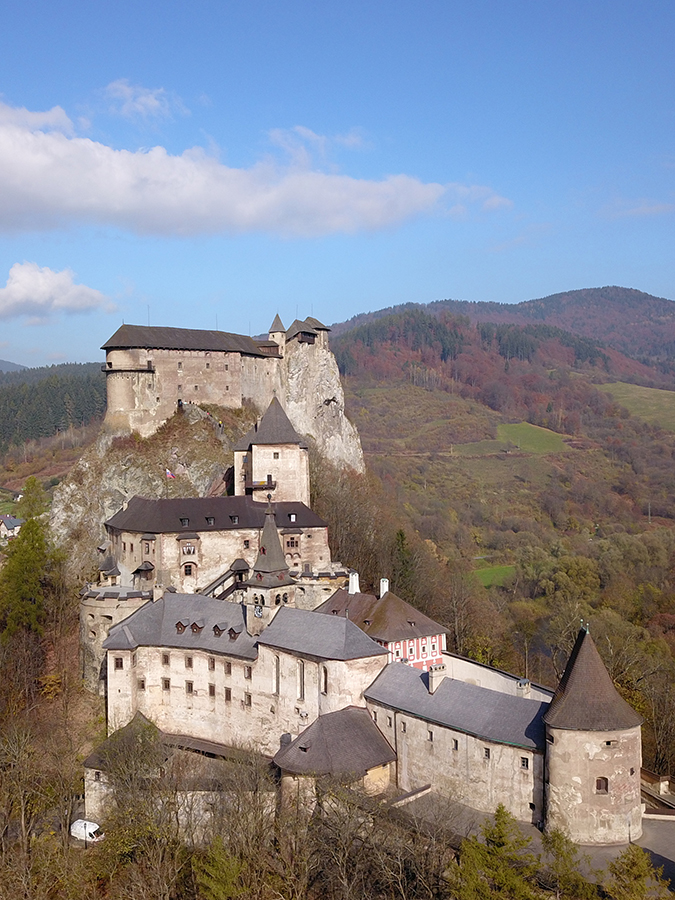
Árva vára - légi fotó

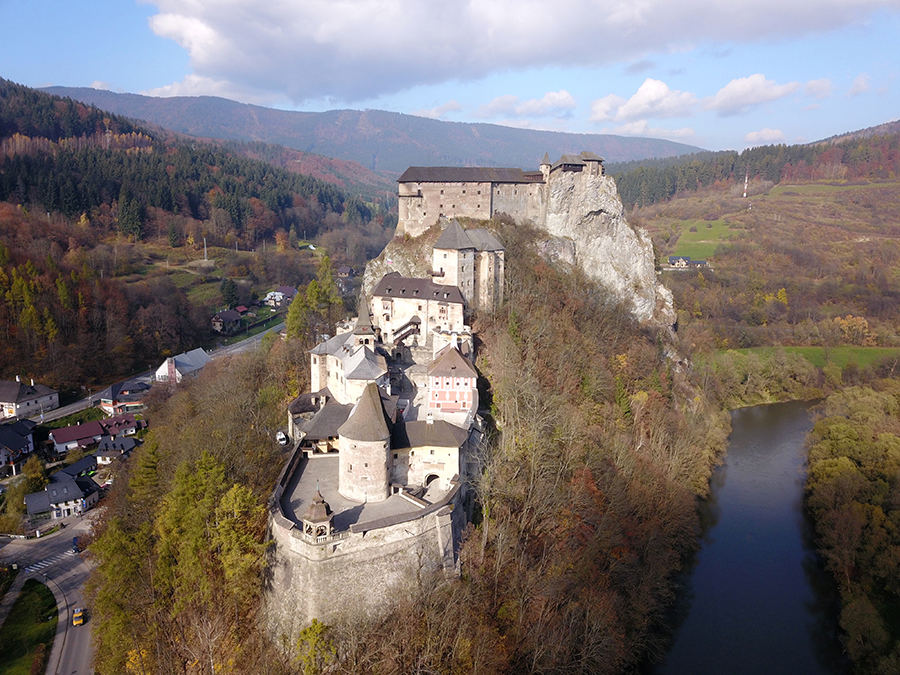
Árva vára - légi felvétel

Ennek az ügynek sok más főúr is áldozatául esett, így Péter kalocsai érsek is, akit árva fiúként Hunyadi János neveltetett, és Mátyás király emelt magas posztra. A megharagított király, akit egyébként igazságosnak ismerünk, kegyetlenül elbánt vele. Maga elé vezettette, és azt mondta: “Árva voltál, Péter, árva leszel és Árvában fogsz meghalni” (Arva fuisti Petre Arva eris et in Arva morieris). Aztán átadta őt a poroszlóknak, és meghagyta, hogy vigyék Árva várába, ott falaztassák be, és tartsák fogva élte fogytáig. Ezt a parancsot írásban is kiadta Árva várnagyának, Meskó Mihálynak. Fővesztéssel fenyegette őt, ha hibájából a rab megszökne.
Kilenc gyötrelmes évig sínylődött a főpap az ablaktalan fülkében, melyet az utókor is borzadva megnézhet. Egyszer feszegetni kezdték az ajtó helyére felhúzott falat, s egy vigyorgó arcú szörny lépett a rabhoz, karon ragadva kivezette az éjszakába. Mi lesz? Vesztőhelyre viszik? Vagy még borzasztóbb börtön nyirkos falai között lészen éhes patkányoknak martaléka? A vár alá érve a szörny felkapta a remegő főpapot, szekérre ültette és elindultak. Hajnalban a rab egy kolostorban találta magát, ahol azt mondták neki, hogy Galíciában van, ne féljen, nem lesz többé baja.
A megmenekült néhai érsek azt hitte, hogy a legfelsőbb hatalom szabadította meg, hosszú levelet írt a királynak, melyben arra kérte, helyezze őt vissza eredeti székébe. Mátyás király ezáltal szerzett tudomást a szökésről, és iszonyú haragra gerjedt. Meskó Mihály várnagyot vallatóra fogta, és elrendelte, hogy keményen megbüntessék a szökésért. Meskó ártatlannak vallotta magát, hisz embereivel Morva határán volt hadban. Vára és a fogoly őrizetét addig hat kipróbált szolgájára bízta. Azok pedig csak annyit tudtak, hogy a börtön celláját már kibontva és üresen találták. Már-már attól lehetett tartani, hogy a király a várnagyot és szolgáit börtönbe csukatja, talán ki is végezteti, amikor a várnagy leánya azzal a kéréssel járult az apja elé, hogy kísérhesse őt Budára a királyhoz.
- Bajban vagyunk, apám, én remélem, hogy ezt a bajt elhárítom, ha a király elé mehetek.
Egy napon, déltájban jelentették a királynak, hogy egy fiatal lány kér bebocsátást.
- Hogy hívják? – kérdezte a király.
- Meskó Katinkának mondja magát – válaszolta az ajtónálló.
- Talán csak nem rokona Árva várnagyának, ki Péter papot szöktette?
- De az, biz'a! A leánya!
- Bocsássátok be! Hadd mondja el az apja bűnét!
Egy sugár növésű, szép barna lány lépett be, s bátran megállt a király előtt.
- Mi a kívánságod, gyermekem? – kérdezte jóságosan Mátyás.
- El szeretném mondani, miként szabadult ki Péter érsek az árvai várból.
- Ne nevezd őt érseknek, mert már nem az, de azért hallgatlak – szólt a király.
Katinka egyszerű, keresetlen szavakkal elbeszélte, hogy amikor apja a morva határon járt, ő maga volt az, aki a szegény rabot kiszabadította, azt gondolván, hogy már úgyis elfelejtették és szenvedett is épp eleget a vétkeiért. Nehogy valaki elárulja, ezért a vár kertjében foglalatoskodó ügyefogyott, siketnéma legénnyel ásatta ki a börtön falát és vezettette el a rabot. Maga pedig parasztlegénynek öltözve elvitte egy galíciai kolostorba. Apja nem tudott a dologról, ő meg nem szólt neki, mert félt a haragjától, és apja tettében gátolta volna.
- Aztán ismerted te azt a rabot? –kérdezte a király.
- Ismertem - felelte Katinka bátran és nyugodtan. - Esténként, amikor szüleim és a strázsák is nyugovóra tértek, fogtam a mécsest és átmentem hozzá. Azon a kis nyíláson át, amit a falon hagytak, megtanított engem írni, olvasni és imádkozni. Évekig tartott ez így, de a pap sohasem panaszkodott szomorú sorsa miatt, hanem mindig azt mondogatta, hogy nálánál jobb emberekre még súlyosabb csapásokat mért az Isten, és a Megváltó sorsán okulva kötelességünk tűrni és megbocsátani. Nem tehettem másként, mint ahogy tettem, én vagyok a vétkes, apám és emberei ártatlanok. Csak ezt kívántam elmondani felségednek. – fejezte be a lány, és a királyra nézett.
Mátyás, az igazságos, mit tehetett mást, mint hogy a derék leány apját nem bántotta, sőt kárpótlásul neki ajándékozta Árva várát. Katinkát pedig, a szép várkisasszonyt, a saját vitézének, Thurzó Istvánnak ajánlotta, aki nemsokára oltárhoz is vezette.
Péter érsek száműzetésben halt meg, még mielőtt a jószívű király visszahívhatta volna.

## Története
A vár alapításáról nincs fellelhető forrás, de feltételezhető, hogy mint sok más magyar vár, ez is közvetlenül az 1241-es tatárjárás után épült. Mikszáth Kálmán szóhagyományokra alapozva állítja, hogy a templomos lovagok építették. Első ismert birtokosai a Balassák voltak. Oklevélben először 1267-ben történik említés a várról, amikor is IV. Béla kiváltotta Balassa Mikótól, és ettől kezdve egy ideig királyi várként funkcionált. Ekkor már létezett a fellegvár és valószínűleg a középső vár is. Az alsóvár helyén fából ácsolt épületek álltak. A királyi megbízottja a várispán volt.
1298-ban a király a trencséni Csák Máténak adományozta, majd annak halála után Dancs-mesterre bízta a várispánságot, aki húsz éven keresztül töltötte be ezt a tisztséget, és árvai grófnak nevezte magát. 1331-ben Károly Róbert a körmöci Lipót grófot nevezte ki árvai grófnak, majd 1335-ben várispánná is tette. Lipót ezt a tisztséget 1349-ig töltötte be. A vár történetének legfontosabb időszaka 1370, amikor Árva központi székhely.

### 15. század
1420-ban Zsigmond király Stíbor vajdának elzálogosította Árva várát.
1439-ben Albert halála után özvegye, Luxemburgi Erzsébet, hogy bebiztosítsa a koronát fiának, (a későbbi V.) Lászlónak, segítségül hívta a cseh Giskrát. Giskra elfoglalta egész Árva megyét, de a várat nem tudta bevenni.
1441-től a várat a lengyel Komorowski Péter liptói és árvai gróf kaparintotta meg, és 25 éven keresztül innen fenyegette az egész felvidéket. Garázdálkodásának csak Mátyás király vetett véget, aki egymás után foglalta vissza Liptóújvárat, Rózsahegyet és Likavka várát, végül Komorowski 8000 forintért eladta a királynak Árva várát. A jól képzett várőrséget Mátyás zsoldjába fogadta, részben ők képezték az alakuló fekete sereg magját.

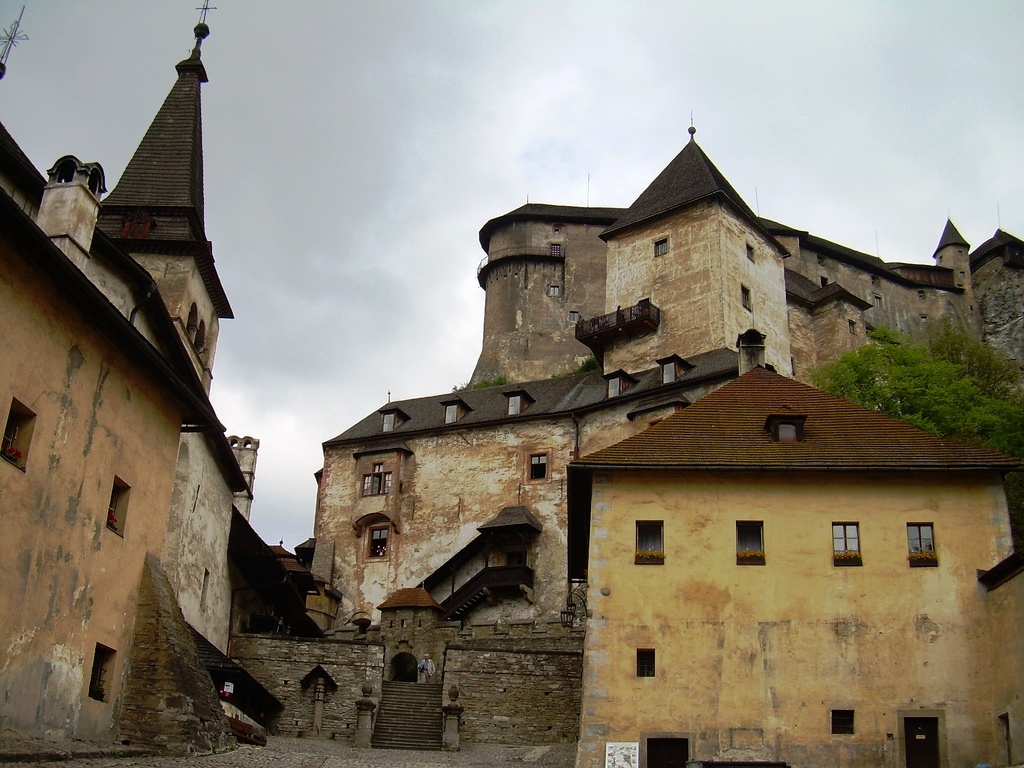
A fellegvár

Komorowskinak Jagelló Kázmér lengyel király az árvai grófság kárpótlásául a közeli (kb. 100 km-re északra fekvő) żywieci földeket adományozta, míg Mátyás király az árvai erősséget fontosságának teljes tudatában saját embereinek adta át: árvai gróf Kamienicai Tamás lett, várispán pedig a lomnici Horvát Kiszevics.
Mátyás ide záratta ismeretlen okból Várday Péter kalocsai érseket és kancellárt 1484-ben ezekkel a szavakkal: "Arva fuisti, arva eris et in Arva morieris". (Árva voltál, árva leszel és Árva várában fogsz meghalni). Az érsek csak Mátyás halála után szabadult. (Erről a fenti legenda kissé mást beszél)
1482-ben Mátyás Árvát és Liptót Corvin Jánosnak adományozta és egyúttal gróffá nevezte ki. 1484-ben Szapolyai Imre lett az árvai várispán.

### 16. század
A mohácsi csata után az árvai birtok visszakerült a király, (Szapolyai János) birtokába, aki Corvin János birtokait elfoglalta. A vár parancsnoka a Szapolyai-párti Kosztka Péter és Miklós lett. Ők védték Katzianer császári generális támadásaival szemben.
1527-ben I. Ferdinánd Árvát Thurzó Eleknek adományozta, azonban ez csak gesztusértékű volt, mivel a vidék és a vár nem volt a király birtokában. Ekkor merült fel a várral kapcsolatban először a Thurzó család neve. Rövidesen azonban Szapolyai bizonytalan politikája miatt Kosztka Miklós átállt a Habsburg király oldalára, és jutalmul megkapta a közeli Sztrecsnó várát a nemességgel együtt.
1534-ben I. Ferdinánd Árvát dębowieci (Dubovec) János lengyel úrnak adományozta, aki Sziléziából több rokonát és barátját magával hozta, többek között Wacław Siedlnickit, aki 1545-ben bekövetkezett halála után örököse is lett. A várat a török veszedelem idején megerősítik, biztonságosabbá teszik. 1543-ban új kaput kap felvonóhíddal, ami alá védelmi árkot építenek. Dubovec Jánosnak köszönhetően kastély körülbelül öt emeletnyi magas objektummá épült, amelyet 1539-1543 között folyamatosan tovább alakítottak. Sajnos, halála után komoly vita támadt az örökség körül, ami magát a kastélyt is pénzügyi nehézségekbe sodorta.
1549-ben Ferdinánd Árvát saját birtokaihoz csatolta, és bérbe adta Siedlnickinek 18 337 aranyforintért, de 1556-ban Ferdinánd rendeletére át kellett adnia Thurzó Ferencnek, Elek testvérének.
Az árvai birtokhoz akkor 6 mezőváros és 75 falu tartozott, 74 000 holdnyi erdőgazdaság. Ezt a hatalmas területet a Thurzók birtokolták egészen a második világháborút követő államosításig.
Thurzó Ferenc Árva várát ifjú feleségével, Kosztka Borbálával kellemes kastéllyá építette át, de a védelmi szerepét is megerősítette. Thurzó György a birtok öröklését végrendeletében a leányágra is kiterjesztette, de előírta, hogy a birtok nem darabolható fel. Ezt a végrendeletet a király is jóváhagyta. Thurzó Imre halála után a család férfiága kihalt.

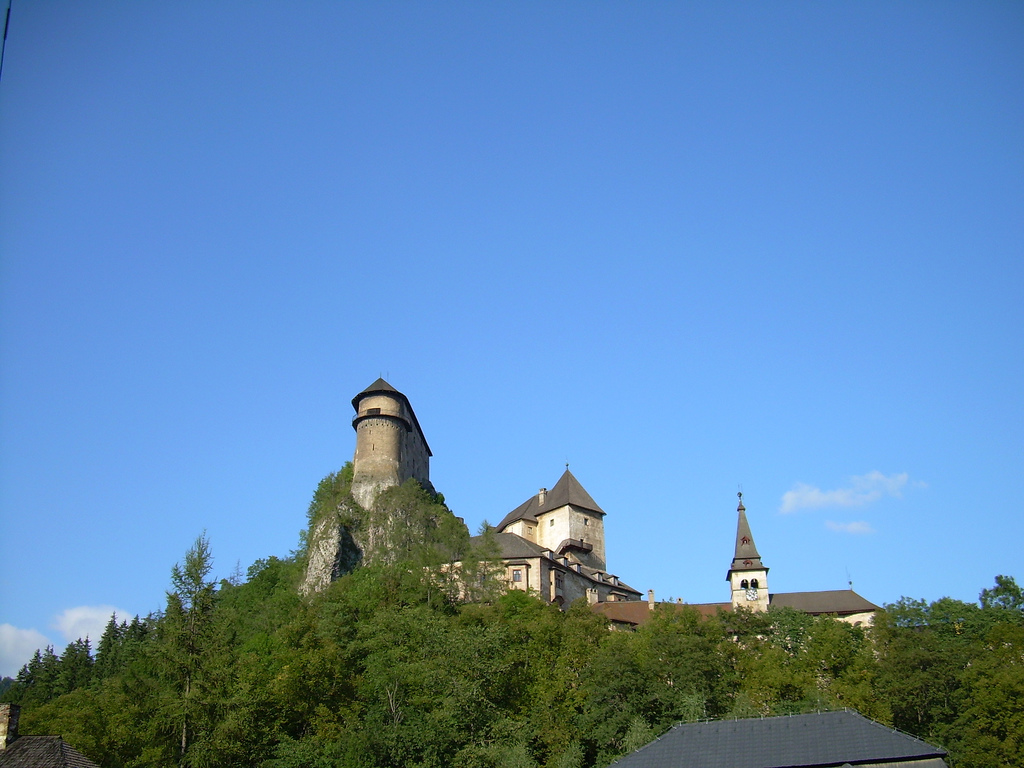
Árva vára

1574-ben a várat Ferenc 8 éves fia, György örökölte. Távolléte alatt a vár és a hozzá tartozó birtokok ügyeit Abaffy György intézte. Ebben az időben Magyarországon több Habsburg-ellenes felkelés tört ki. Thurzó György nem csatlakozott a felkelőkhöz, hű maradt Rudolfhoz. Ezért jutalmul 1606-ban neki adományozta Árvát a várral és a főispánsággal. Ettől kezdve a birtok az államosításig a Thurzó család birtokában maradt.

### 17. század
1616-ban György özvegye, Czobor Erzsébet igazgatta a birtokot, majd nagykorúságát elérve fia, Imre vette át tőle. Apjával ellentétben Thurzó Imre részt vett a Habsburg ellenes összeesküvésben. 1621-ben halt meg, vele kihalt a Thurzó család férfi ága.
1626-ban Czobor Erzsébet is meghalt. A birtokot György és Erzsébet hét lánya örökölte: Zsuzsanna, Judit, Borbála és Illésházi Ilona, Vízkelethy Mária, Thököly Katalin és Szunyogh Anna. Az örökösök és férjeik 1626. július 5-én találkoztak Zsolnalitván, és itt közbirtokosságot alapítottak a birtokra. Az árvai közbirtokosság felölelte csaknem egész Árva megyét és a nyugati Tátra egy részét is.
A közbirtokosság első igazgatója 1626-1648 között Ilona férje, Illésházy Gáspár lett. Utóda Thököly István volt (1653-tól), akit az I. Lipót elleni összeesküvésben való részvételért elítéltek. Annak ellenére, hogy tagadta bűnösségét és hűségesküt tett a királynak, elkobozták vagyonát. A dolgok ilyetén alakulására Thököly ellenállásra kényszerült, és a Habsburg ellenes Wesselényi-felkelés szimbolikus alakjává lett. 1670. november 28-án a várat Heister generális ostrom alá vette, de az erősség csak Thököly halálát követően jutott a császáriak kezére. Az őrség december 10-én megnyitotta a kapukat a császári had előtt.
Ezek fényében meglepő, hogy 1672-ben a Pika Gáspár vezette parasztfelkelők viszont sikeresen bevették.
1678-ban Thököly Imre szerezte meg a várat. 1703-ban a Rákóczi-felkelők Károly Sándor vezetésével elfoglalják, majd néhány hónapig tartják magukat a császári hadsereggel szemben, de a helyőrség még az 1709-es évben megadta magát.

### 18. század
1711-ben a vár és a közbirtokosság visszatért a Thurzó örökösök tulajdonába, Thurzó György folytatta az apja által megkezdett átalakításokat. Az ő érdeme az ovális alakzat. Az időszak legfontosabb emléke az 1751-es barokk oltár.
A birtok jövedelme a háborús károk és a lakosság elmenekülése és a csökkenő népesség miatt egyre kisebb lett. A 18. század második felében egy időre az igazgatói tisztségre senkit sem neveztek ki, 1764-től mintegy 20 évig pedig állami fennhatóság alá vonták.
1782-ben a közbirtokosság igazgatója Esterházy Miklós lett, majd 1792-től Zichy Ferenc. Az ő igazgatásuk alatt bizonyos részeket újjáépítettek, de a vár teljesen elveszítette védelmi jellegét.

### 19. század

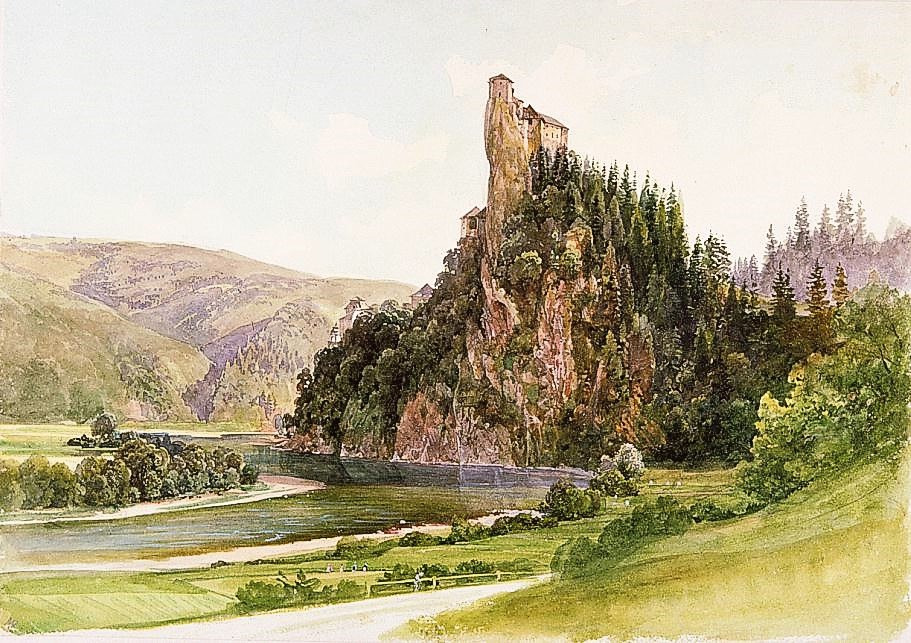
Árva vára. Thomas Ender festménye (1860-as évek)

1800-ban hatalmas tűzvész pusztított, néhány nap alatt a vár minden fából épült része leégett. Zichy Ferenc a teljes pusztulás ellen csak a fellegvár egy részét biztosította, és a vár így is maradt 60 éven át.
1868-ban az új igazgató, Zichy Ödön (Edmund) a Magyar Királyság egyik első vidéki múzeumát alapította meg. A múzeum gyűjteményeit a nyilvánosság előtt is megnyitotta, a gyűjtemény első katalógusait pedig a `90-es években adta ki.
A Zichyk után 1894-1896 között Esterházy Pál igazgatta Árva várát.
Utóda, Pálffy József (1896–1919) között felújította és restaurálta az épületegyüttest, önzetlenül renováltatta az összes épületet. Nagy munkálatok során a vár jelentősen megváltozott, különösen a belseje. Teljesen újjászületett az Árva folyó fölé „sasfészekként” magasodó Árva vára. A községet a neves magyar Pálffy család által felépíttetett gyönyörű Pálffy-kastély még híresebbé tette.

### 20. század és napjainkban
Az első világháború megakasztotta a múzeum működését és a párhuzamosan folyó rekonstrukciós munkákat, a trianoni békeszerződéssel pedig  Csehszlovákiához került a vár. Csak a két világháború között folytatódott a helyreállítás, amikor a vár felett már a csehszlovák állam rendelkezett, miután megvásárolta a közbirtokosságnak több mint a felét.
A második világháború után a korábbi német és magyar birtokokat államosították. A vár is állami tulajdon lett. Jelenleg nemzeti emlékhely és múzeum szerepét tölti be. Bemutatják a vár történetét, legrészletesebben a Thurzó-korszakot és a közbirtokosság idejét. Természettudományi és néprajzi kiállítás is van a múzeumban. Meg kell említeni a gazdag ornitológiai gyűjteményt, mely Antoni Kocjan lengyel erdész munkája.
A várban karbantartási és felújítási munkák folynak.

## Turizmus
Árva vára mára már teljes pompájában látható újra, és népszerű nemzetközi turistahellyé vált. A látogatók megcsodálhatják a barokk kápolna oltárát, a lovagtermet, képgalériát, fegyvertárat, a korabeli szobák bútorait és értékes régészeti és néprajzi leleteket, a gyűjteményes kiállítást a belsejében. A kastélyba történő feljutás fáradságáért bőven kárpótol a nagyszerű kilátás. Különösen igaz ez a fellegvárra.
Szerelmeseknek és a romantikát kedvelőknek rendkívüli élményt ad az 5 km-nyi tutajozás a folyón. A navigáció során a Felső-Árva-vidék lélegzetelállító tájai, a vár és a folyó egységes képpé áll össze. Árva régió festői tája és jó állapotban megőrzött történelmi emlékei, többek között például az Alsókubini járás házai, a barokk templom, Bölényfalu nagyon szép fatemploma és sok más népi építészeti emlék vonzza ide az embereket.

## Képek

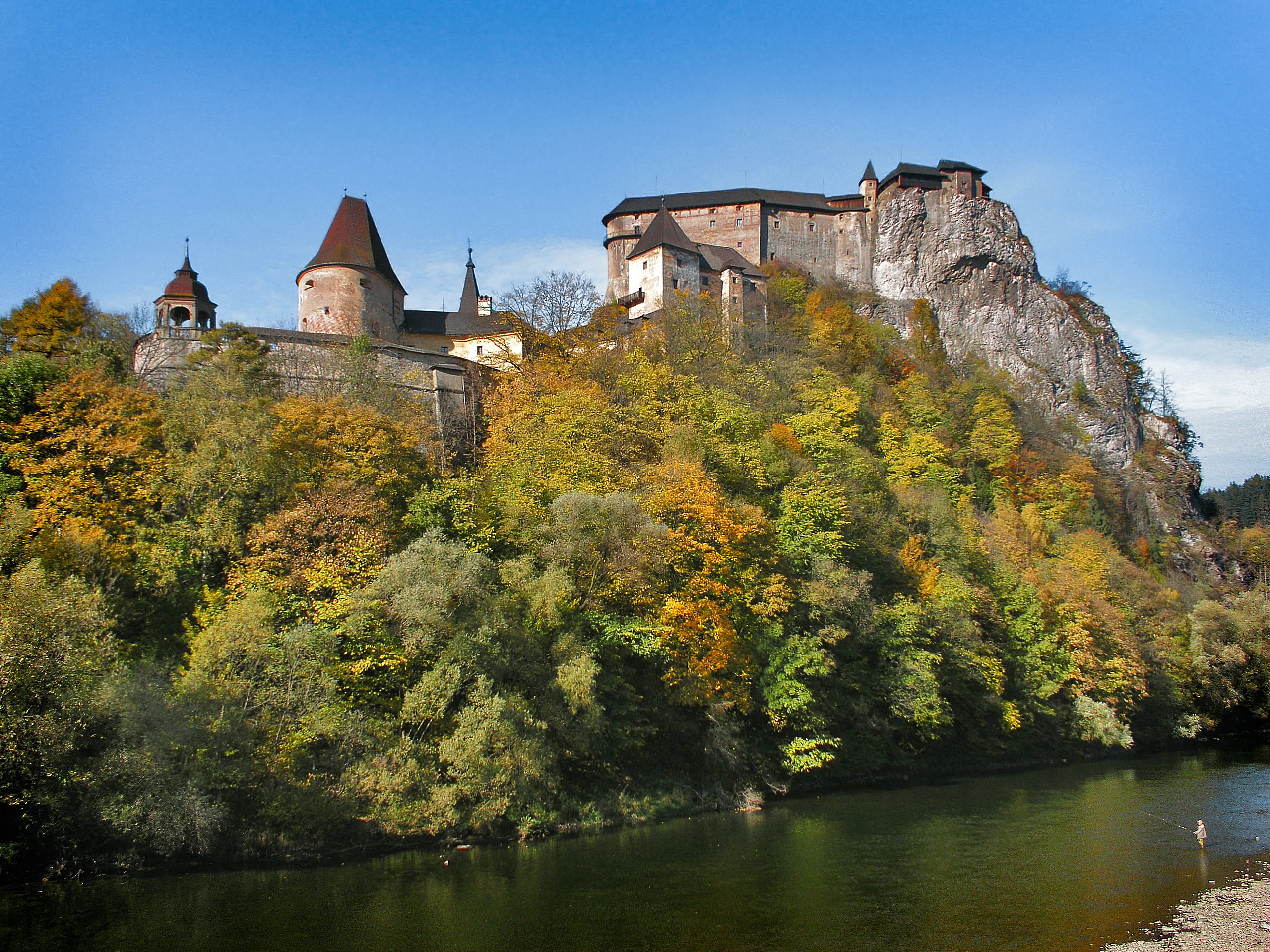
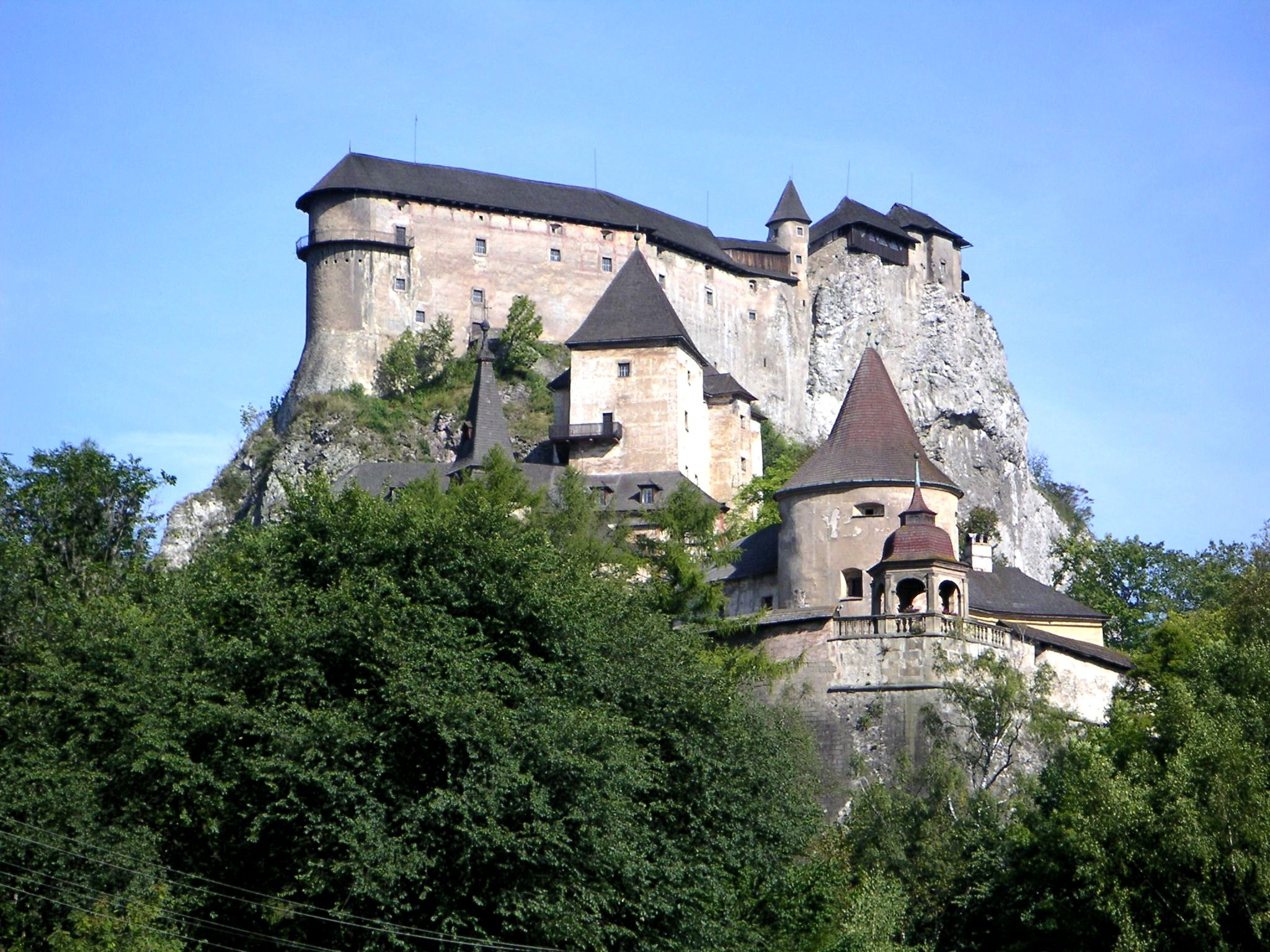
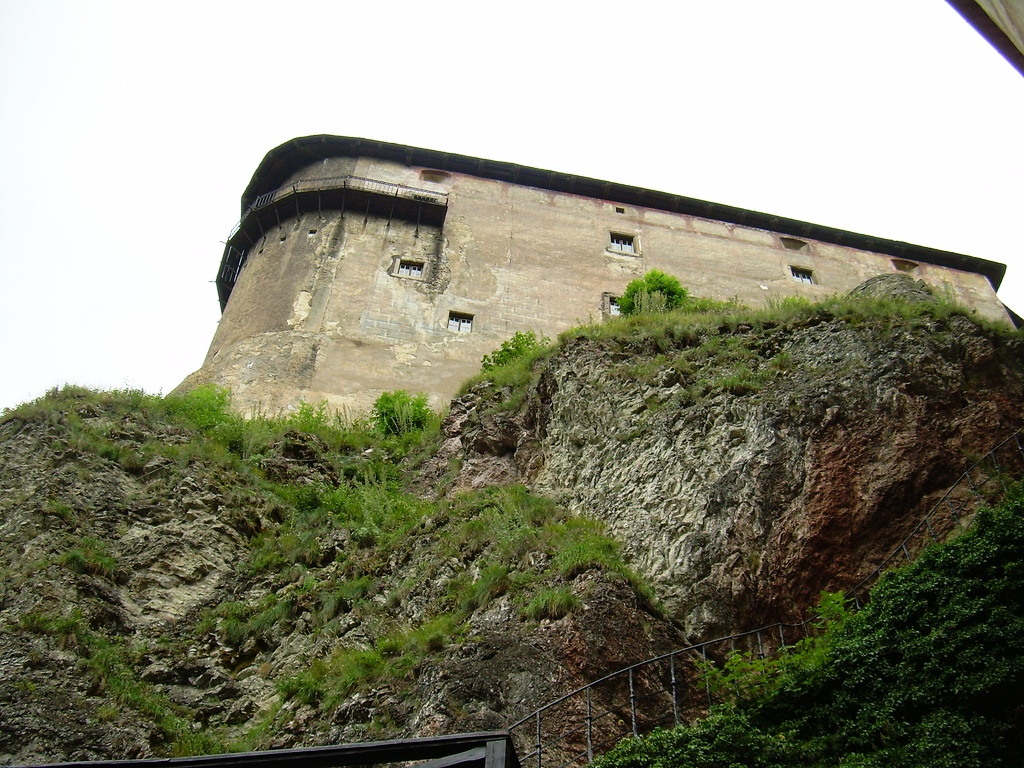
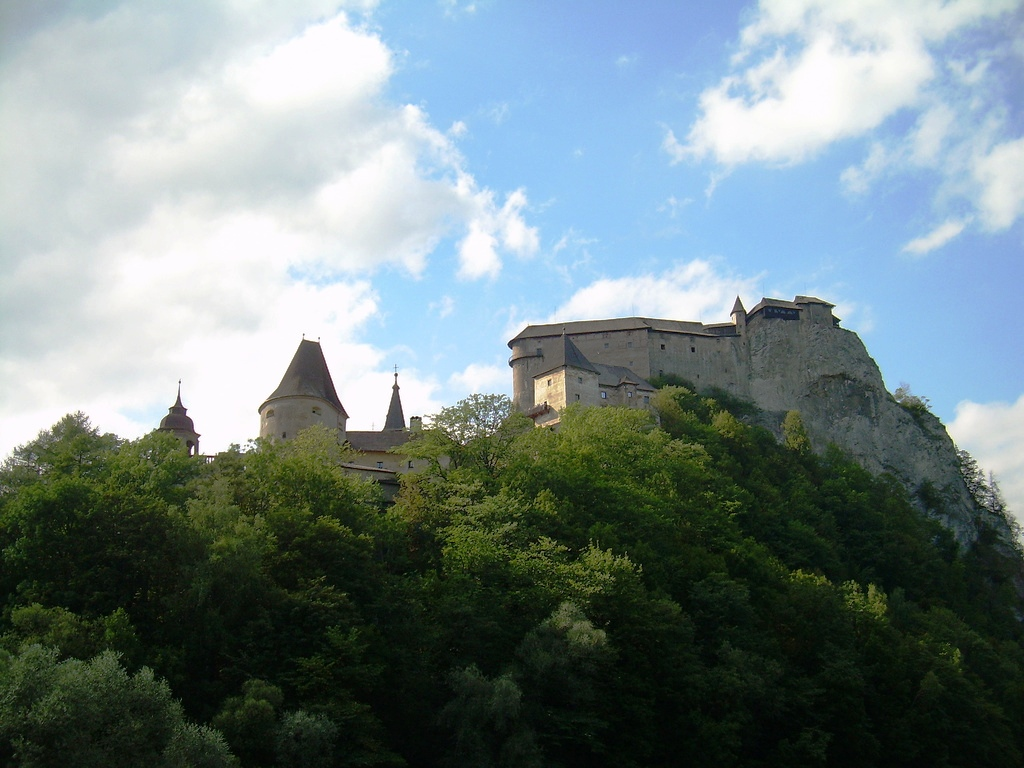
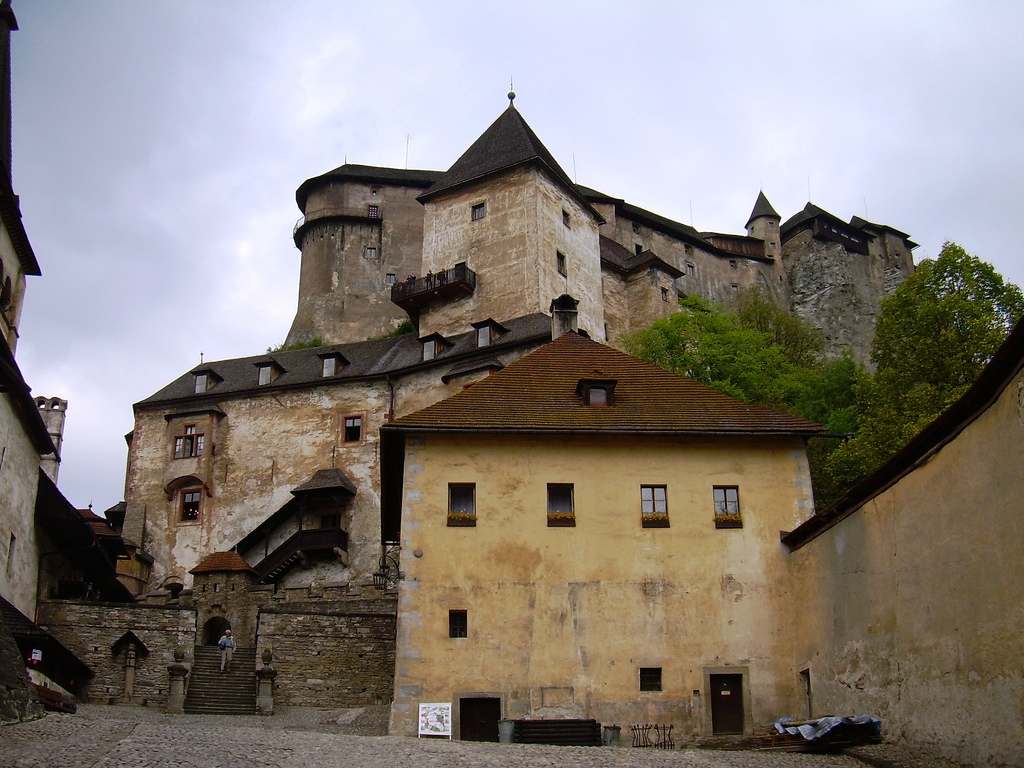
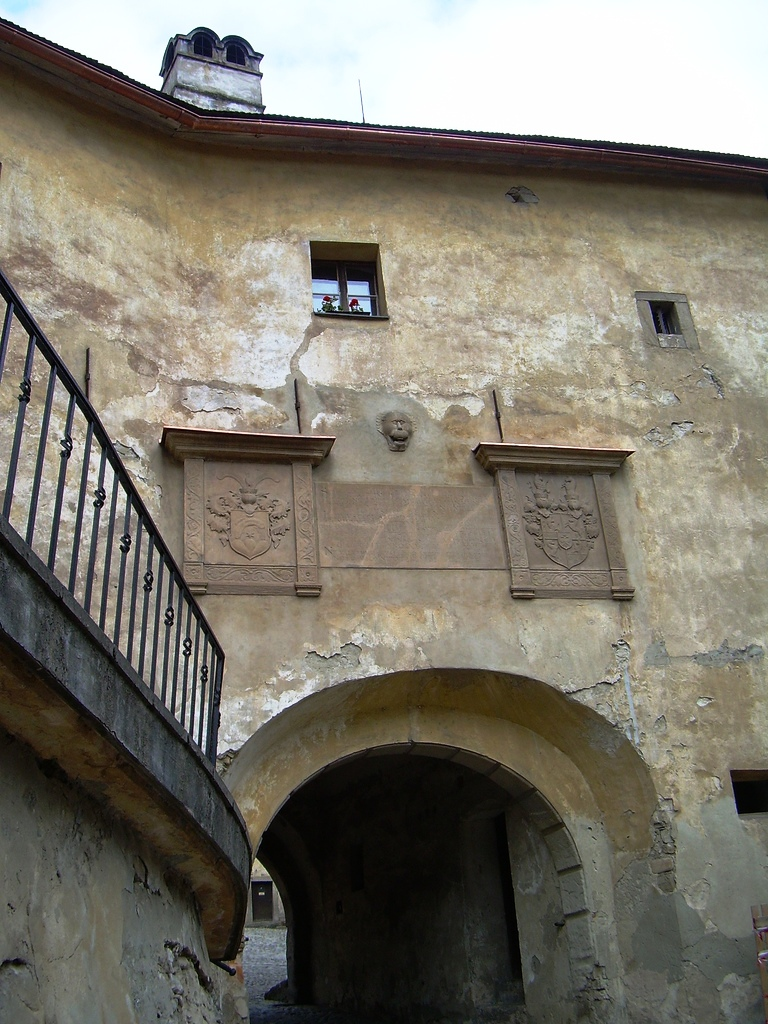
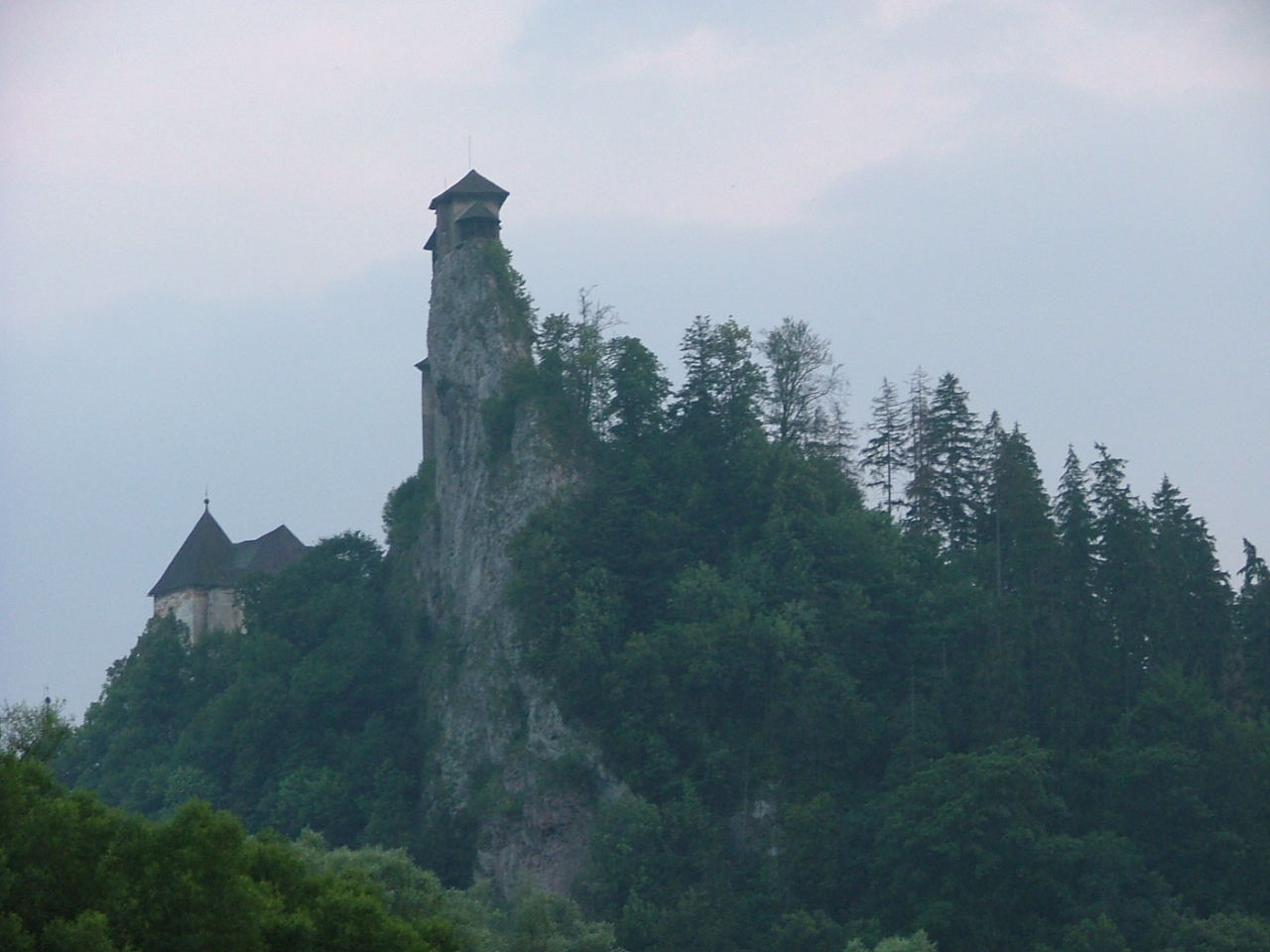
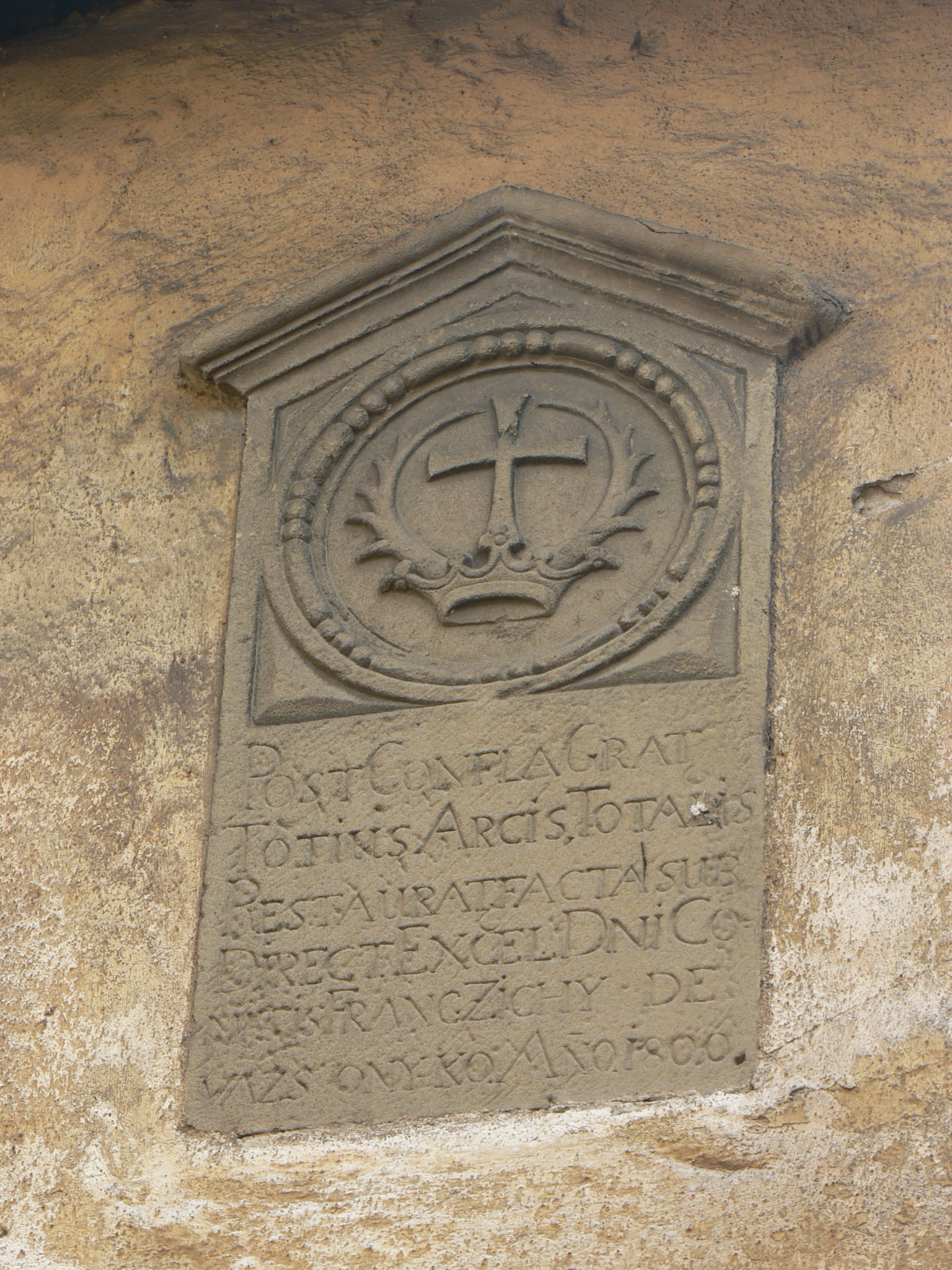
Zichy Ferenc várrenoválását megörökítő emléktábla 1800-ból
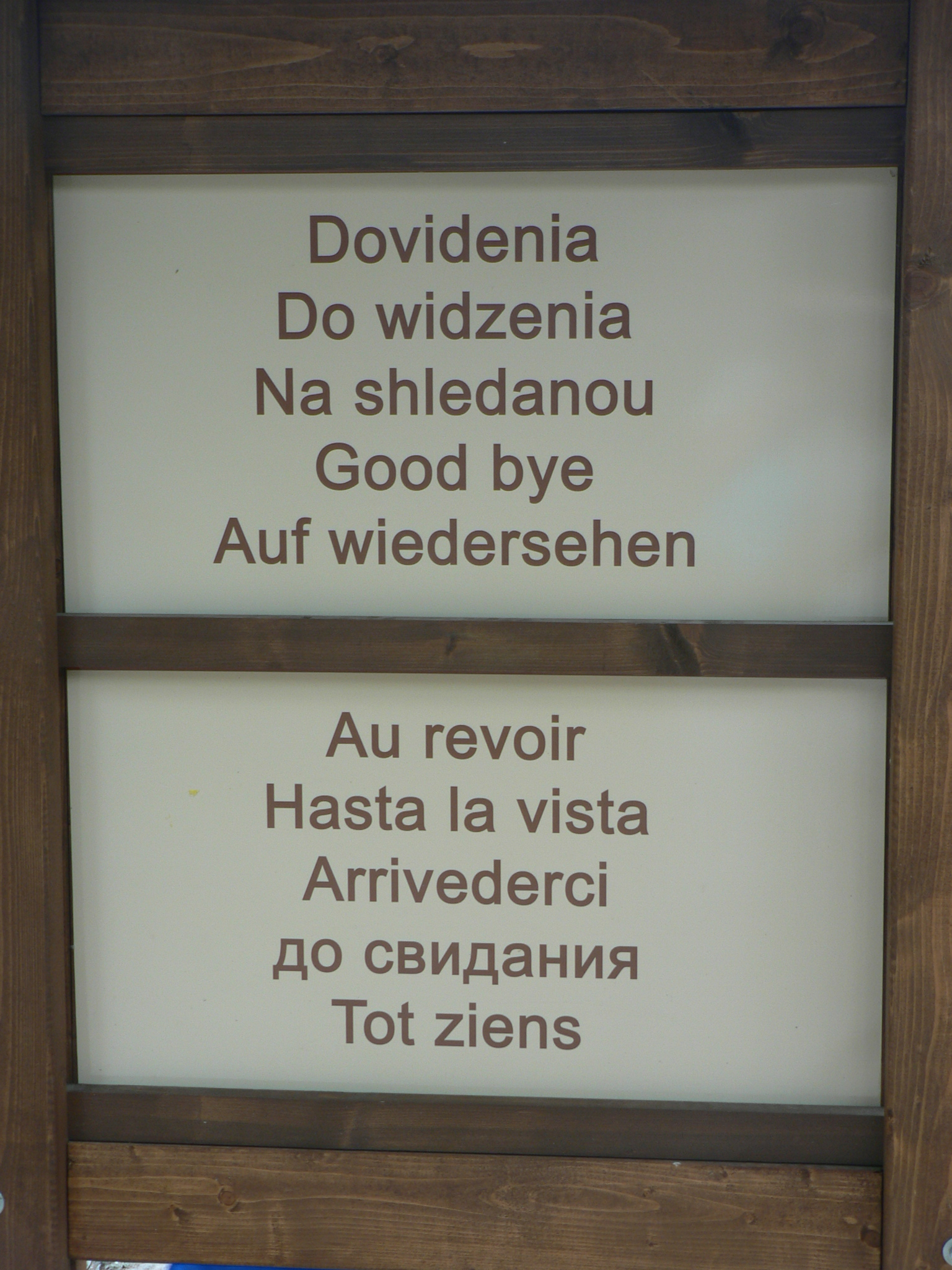
Az elköszönő felirat
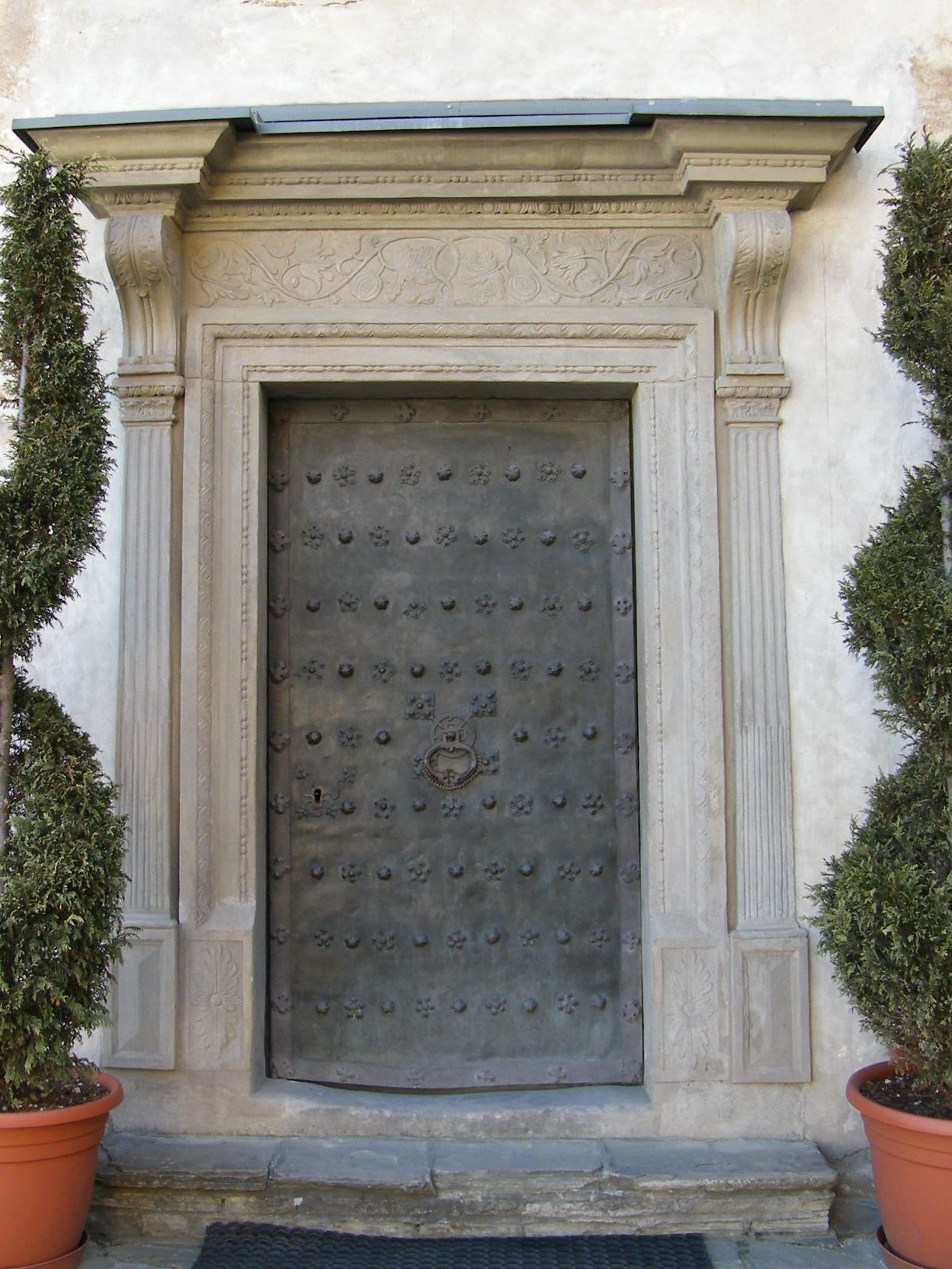
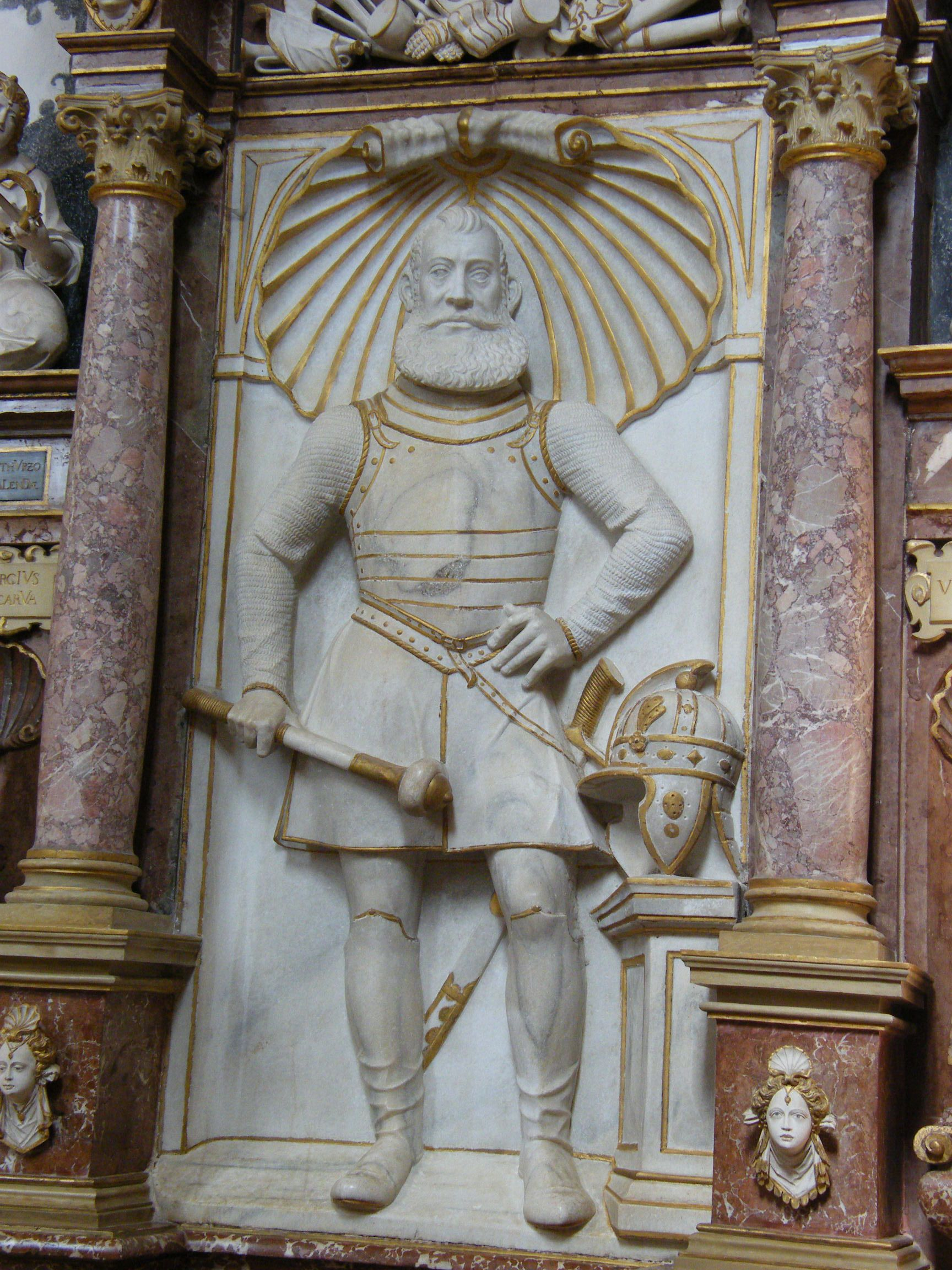
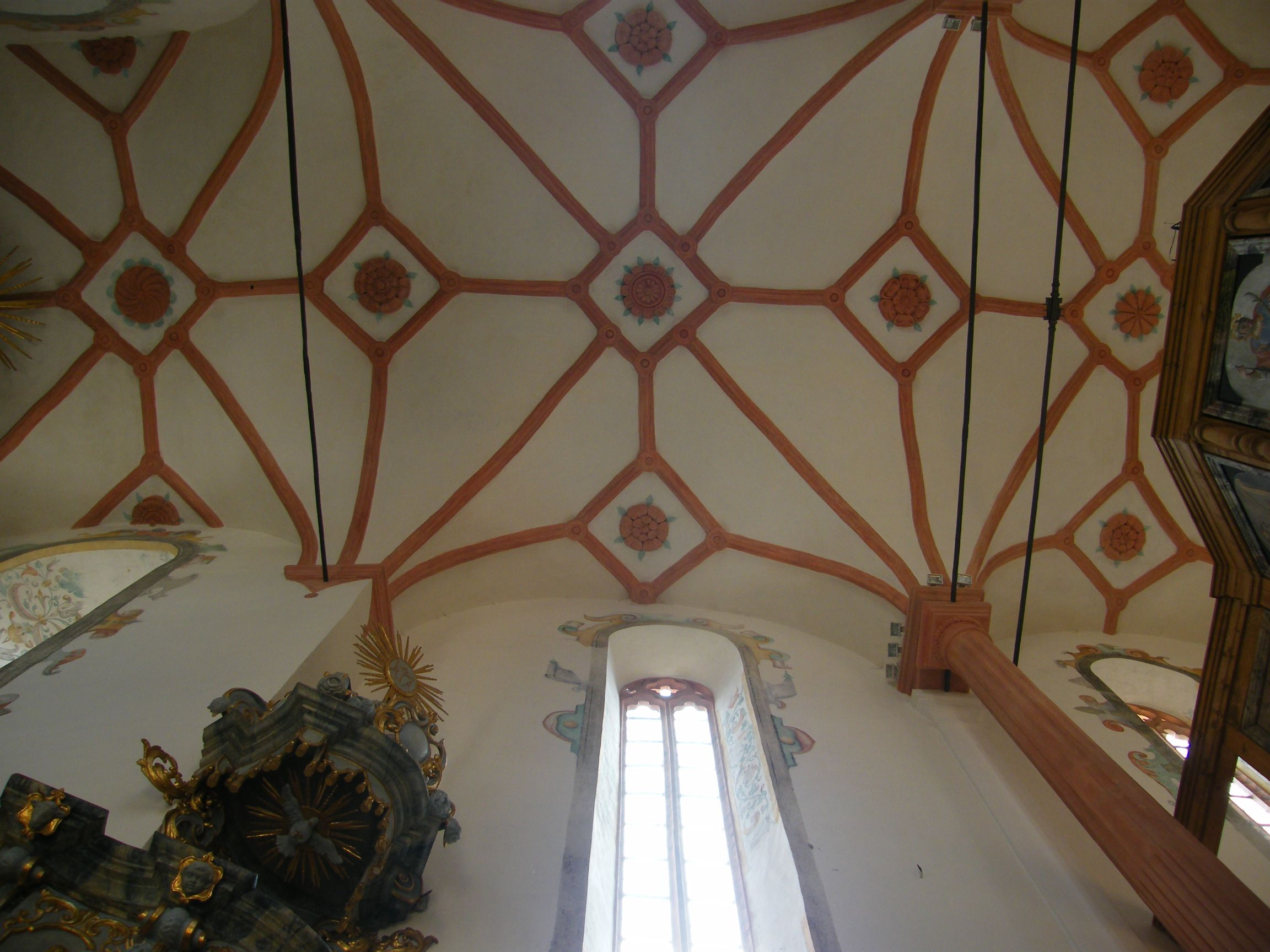
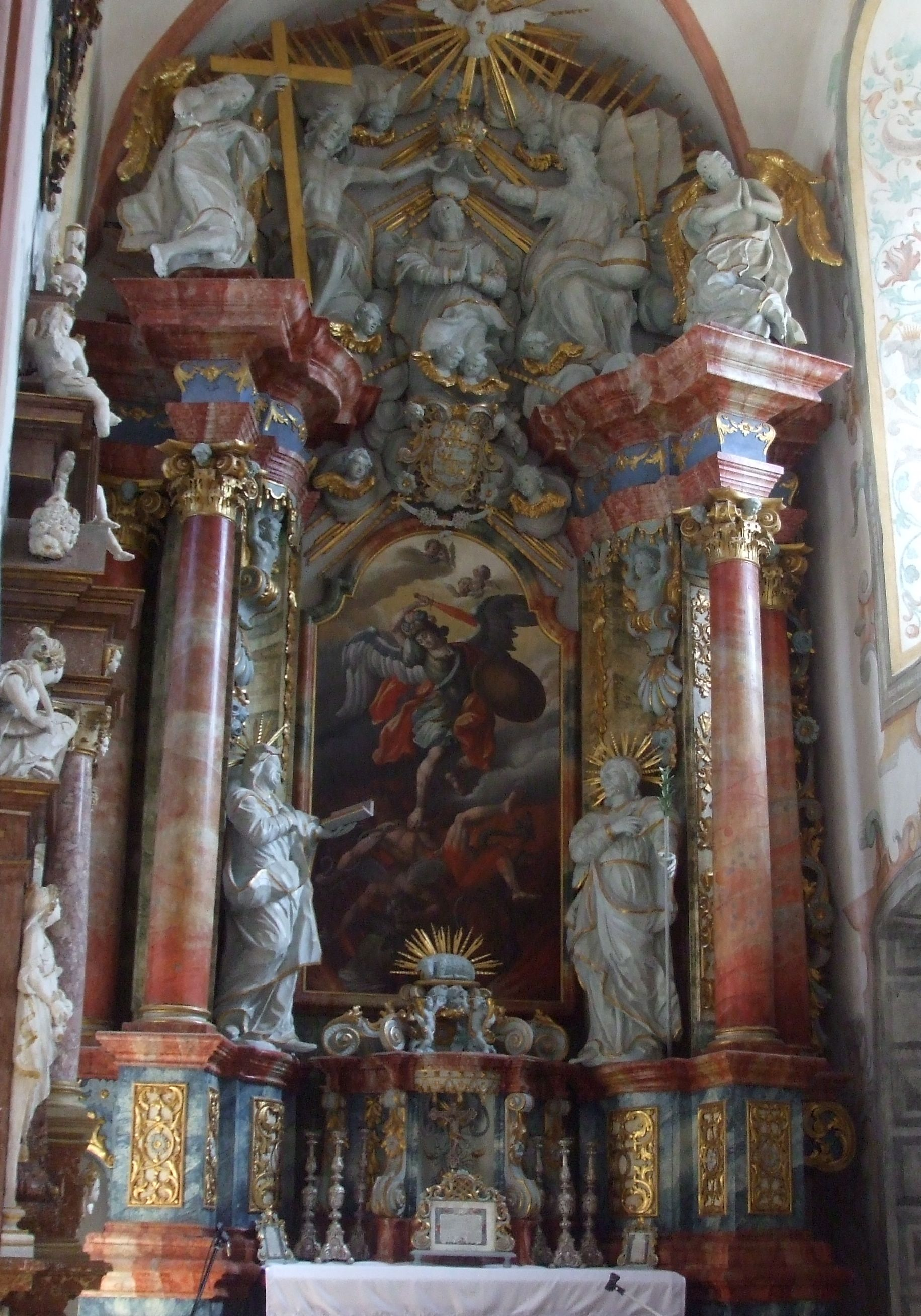
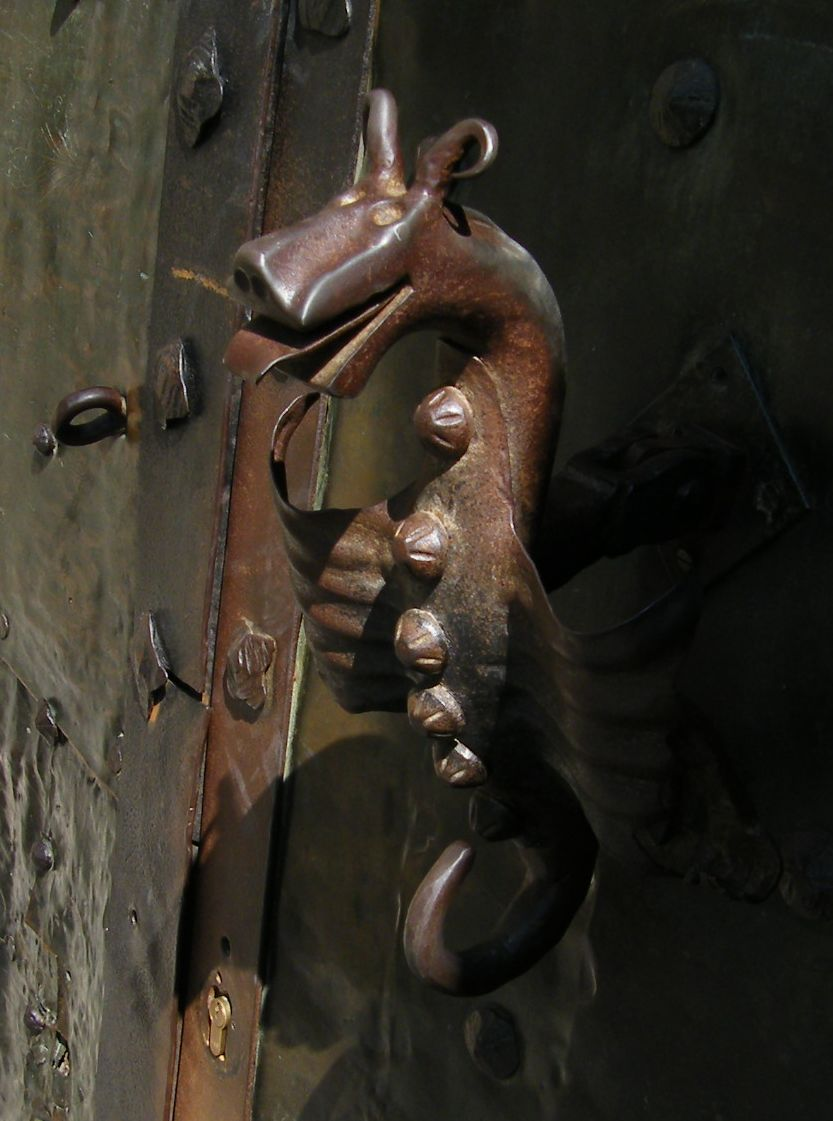
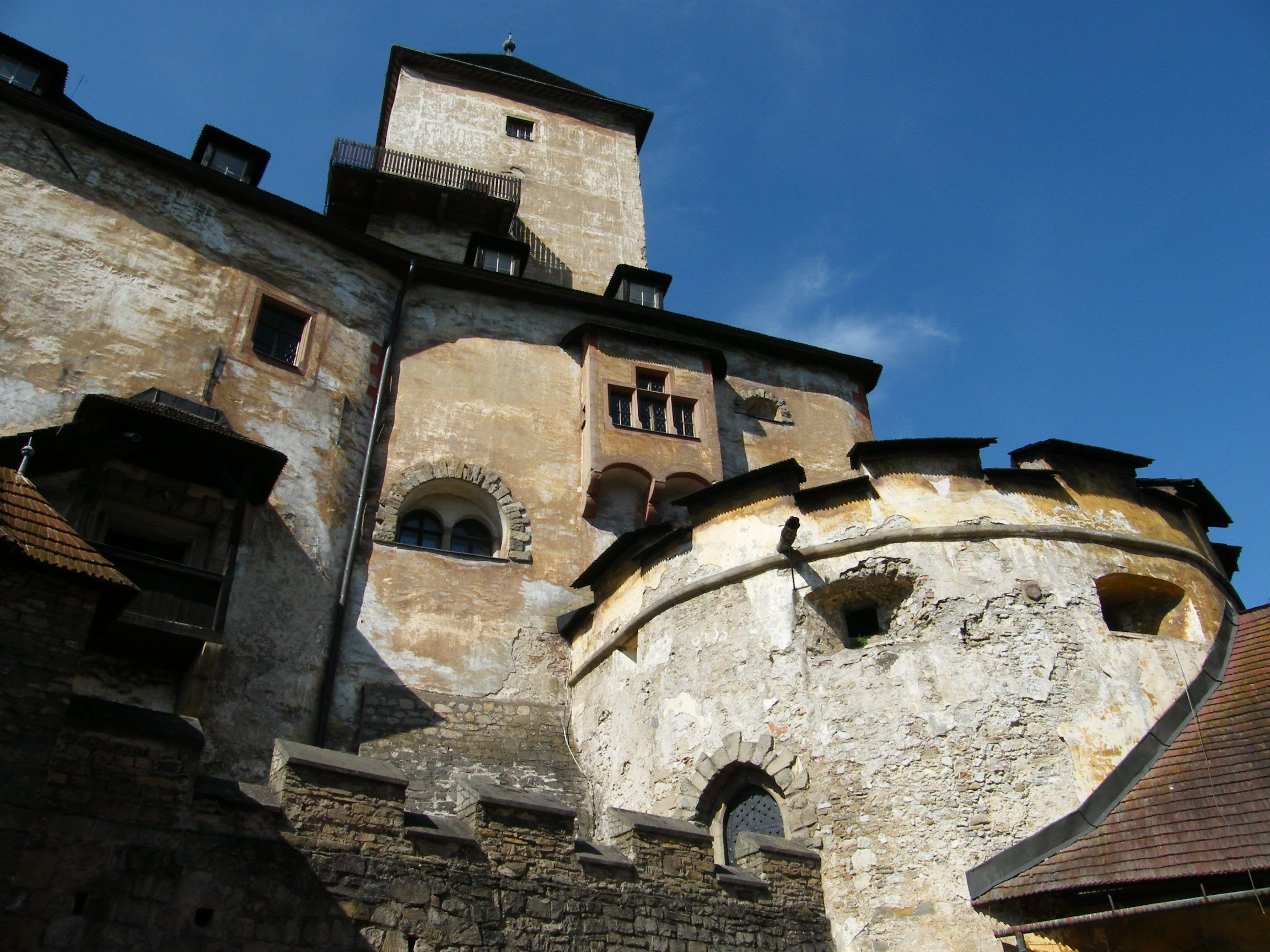
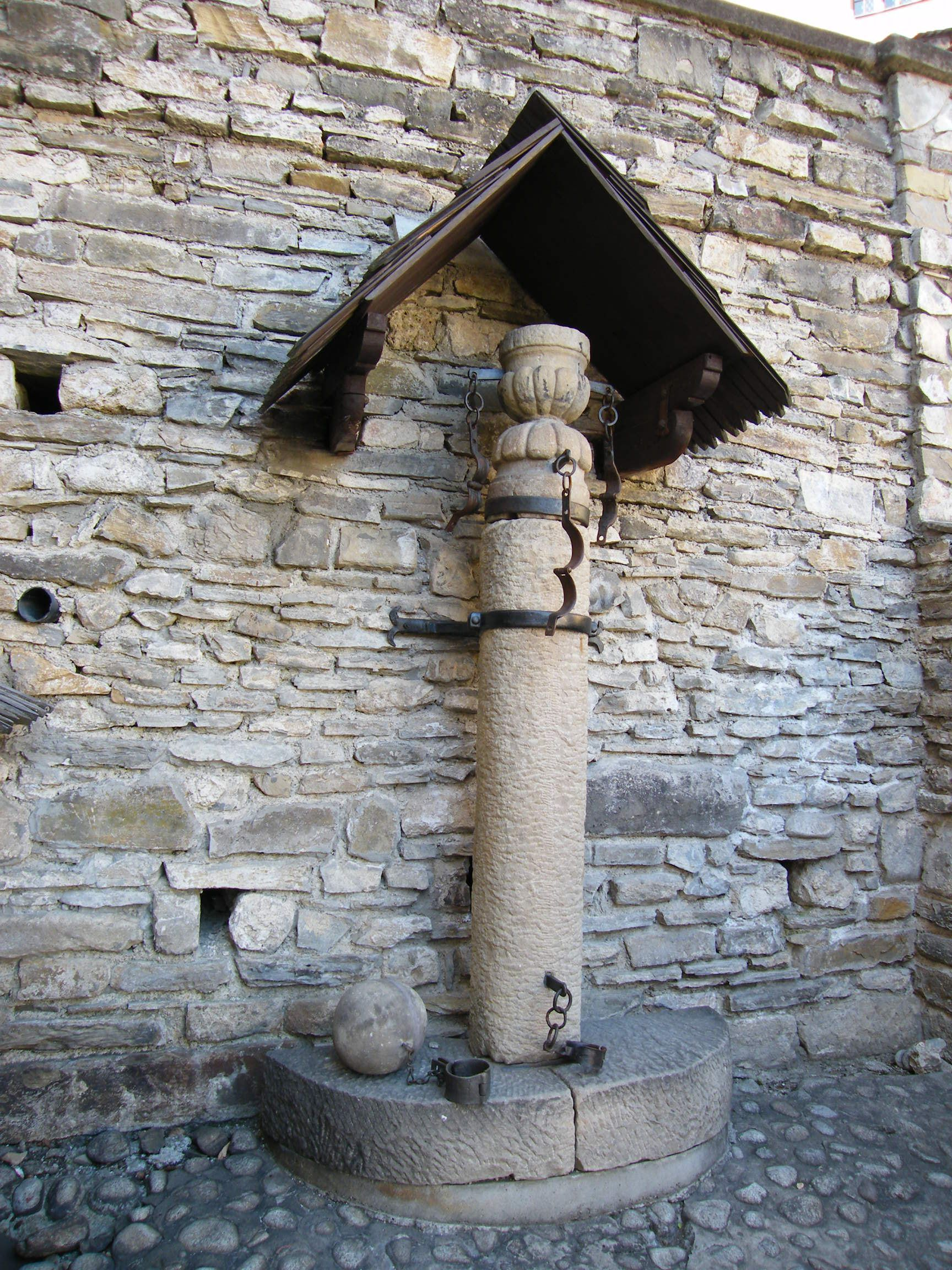
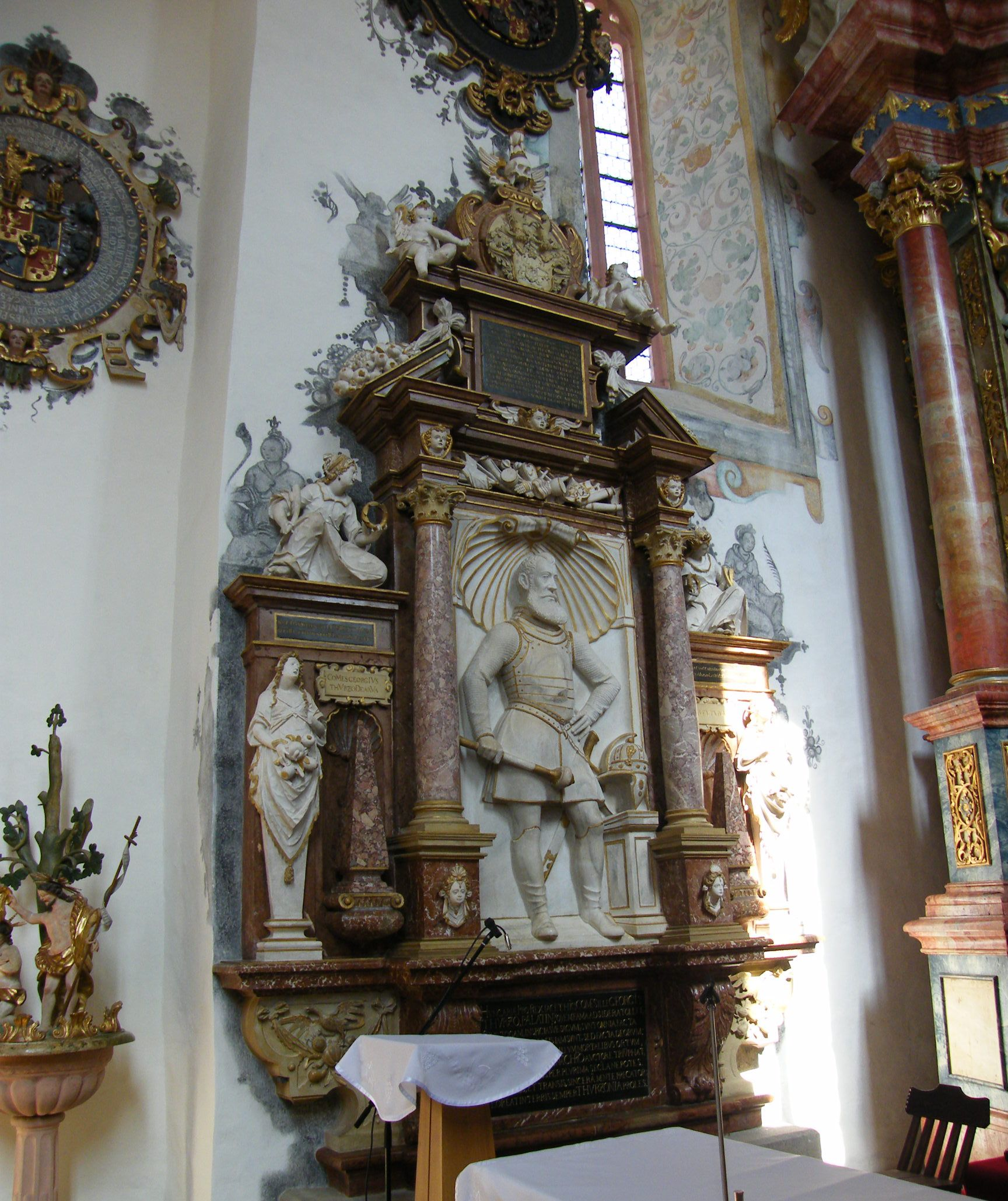
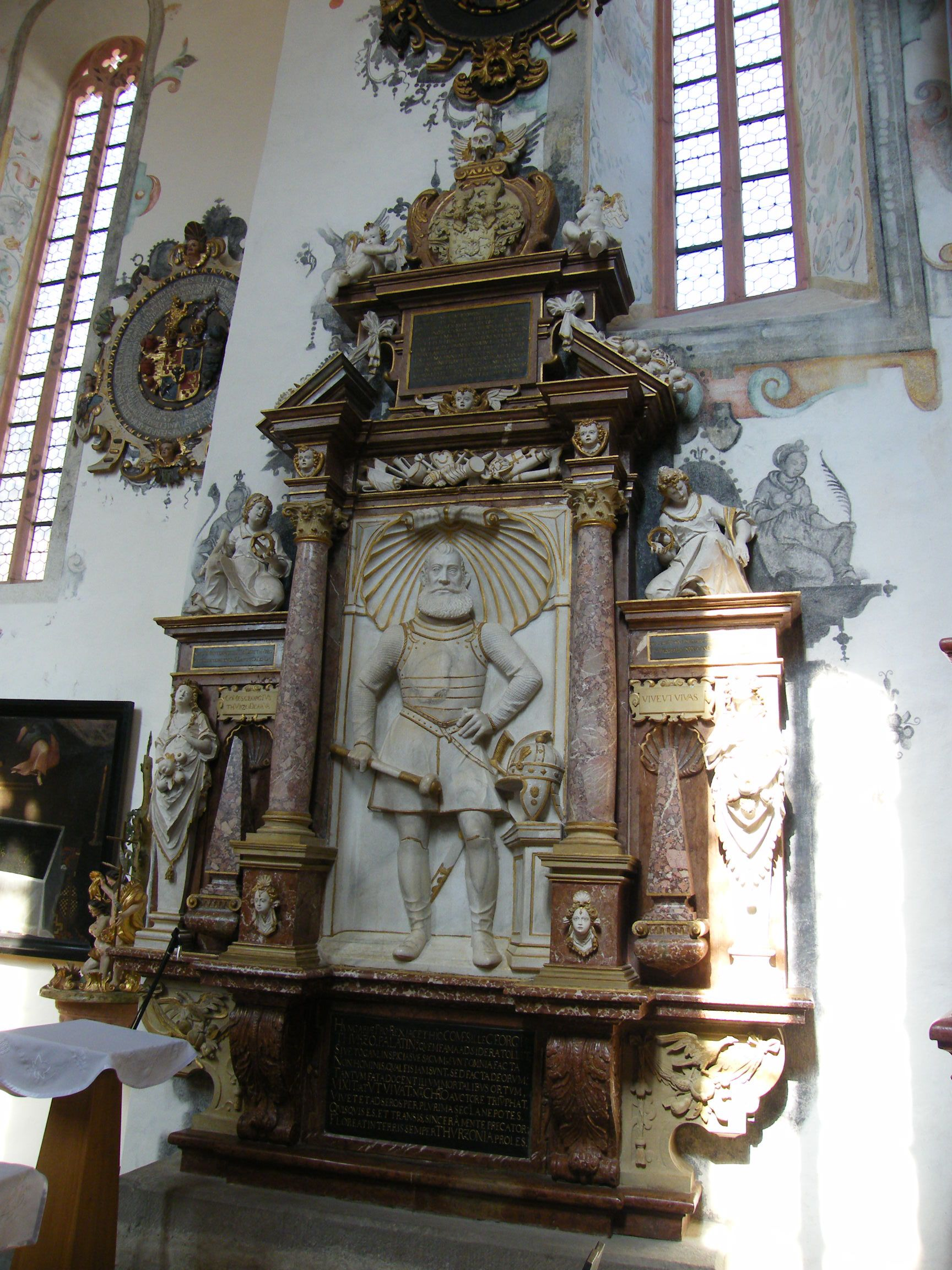
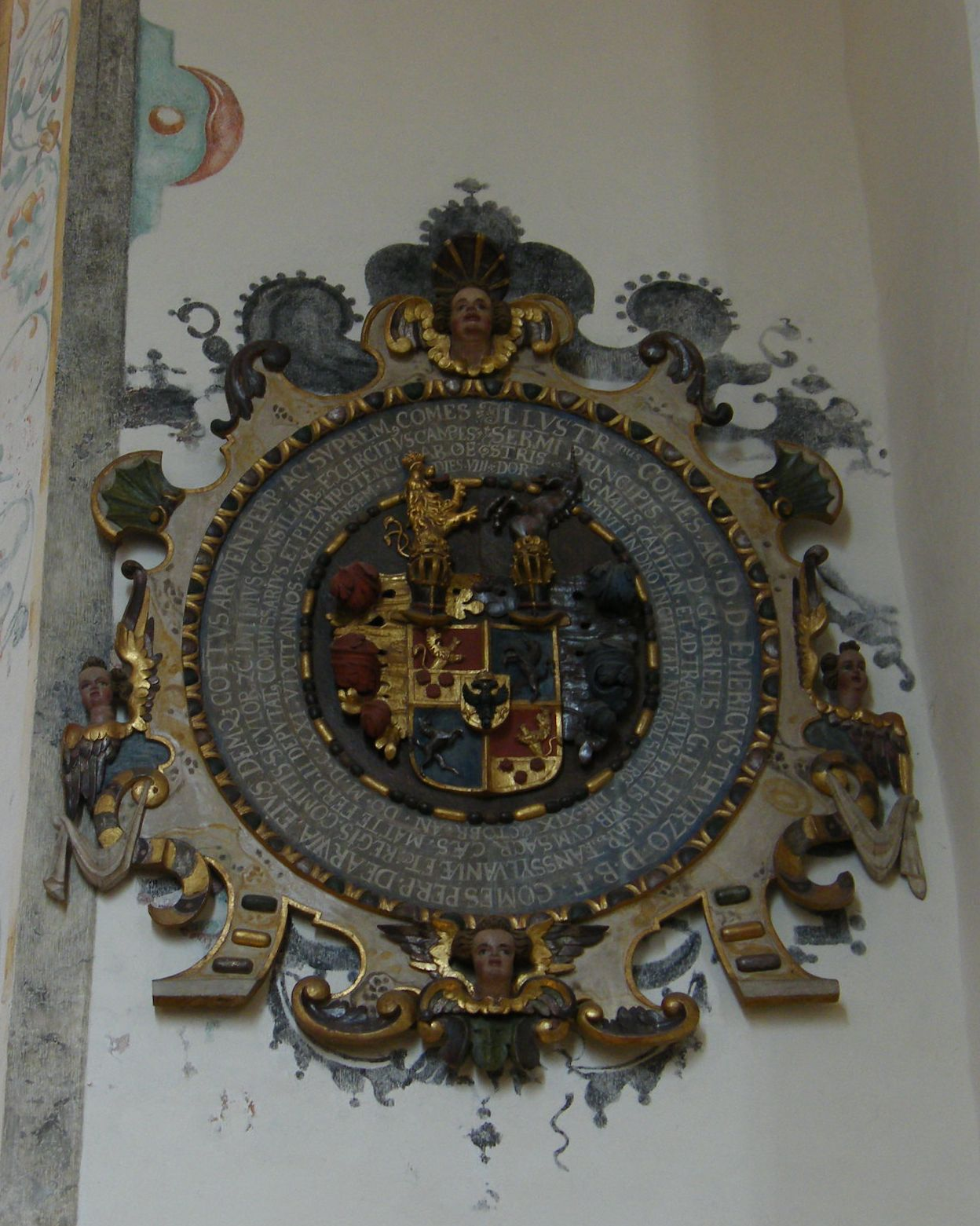
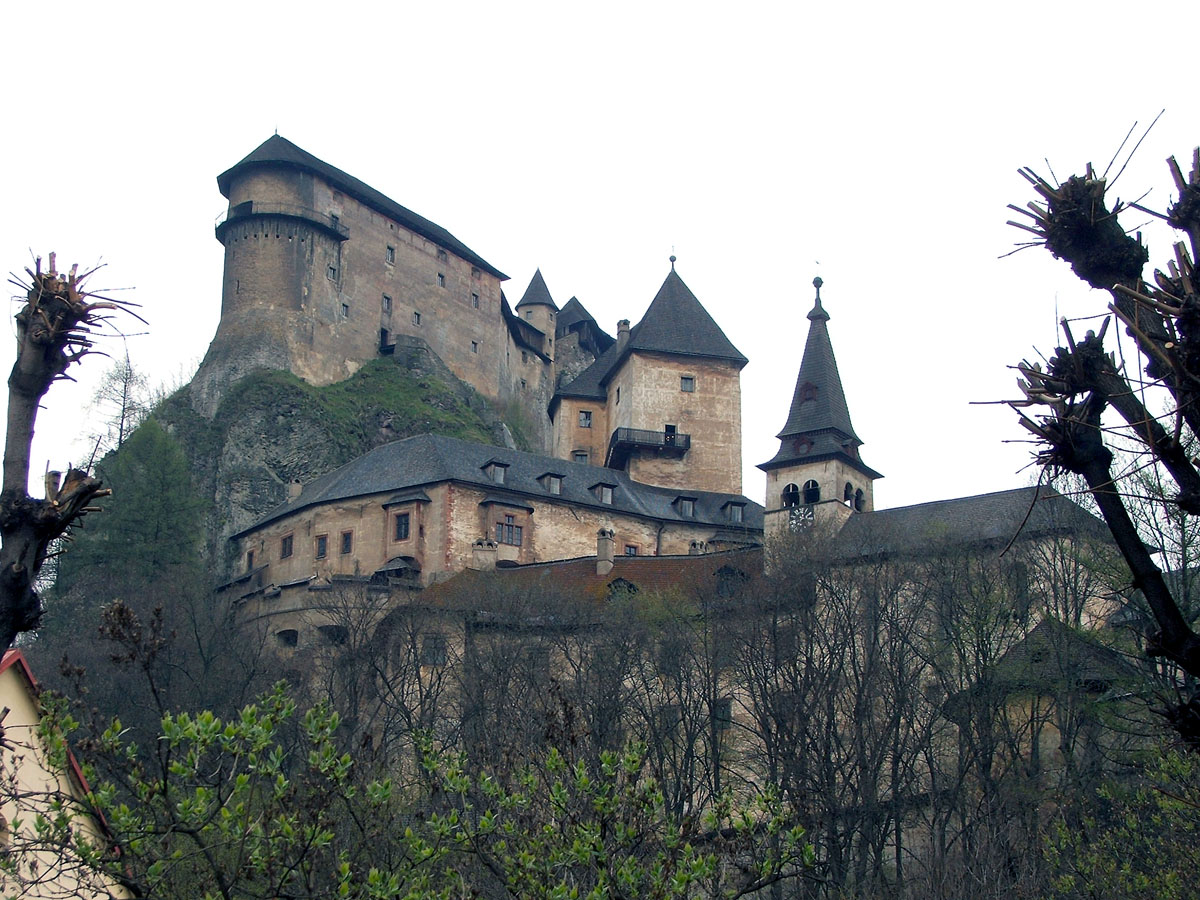